# Cautethia exuma
Cautethia exuma är en fjärilsart som beskrevs av Mccabe 1984. Cautethia exuma ingår i släktet Cautethia och familjen svärmare. Inga underarter finns listade i Catalogue of Life.